# MTV Unplugged: Korn
| Оценки критиков      | Оценки критиков |
| Источник             | Оценка |
| -------------------- | --- |
| Allmusic             | [ 1 ] |
| CDNow                | [ 2 ] |
| Entertainment Weekly | B− |
| Metal Hammer         | 4 из 10 звёзд · 4 из 10 звёзд · 4 из 10 звёзд · 4 из 10 звёзд · 4 из 10 звёзд · 4 из 10 звёзд · 4 из 10 звёзд · 4 из 10 звёзд · 4 из 10 звёзд · 4 из 10 звёзд |
| Newsday              | B− |
| New York Daily News  | (Very favorable) |
| PopMatters           | [ 6 ] |

MTV Unplugged: Korn — акустический концертный альбом ню-метал-группы Korn вышедший 5 марта 2007 года.

## Об альбоме
Концерт, являющийся частью серии концертов MTV Unplugged, прошёл в студии MTV, Таймс-сквер, Нью-Йорк 9 декабря 2006 перед публикой в количестве приблизительно 50 человек. Это было второе транслируемое по телевидению акустическое выступление Korn, первое было в вечернем ток-шоу Jimmy Kimmel Live! на канале ABC 18 июля 2006. Запись телевизионной трансляции концерта существует в виде пиратского DVD, который можно приобрести в некоторых странах/городах, например в Москве. Шоу транслировалось в интернете на MTV.com 23 февраля 2007, и по телевидению в Америке, Европе и Азии 2 марта 2007.
В эксклюзивном акустическом выступлении были задействованы известные музыканты, такие как The Cure и Эми Ли, вокалистка группы Evanescence. Также, в качестве зрителя, присутствовал Честер Беннингтон из Linkin Park.
Альбом дебютировал в Billboard 200 на девятой строчке, с результатом 51.000 проданных копий за первую неделю. Также альбом стартовал на 20-м месте в United World Chart с 72.000 проданных копий по всему миру за первую неделю.

## Комментарии Ричарда Гиббса об альбоме
24 декабря 2006 Ричард Гиббс сообщил на своем форуме:
Около месяца назад мой приятель Джонатан попросил меня заняться музыкальной организацией выступления Korn на MTV Unplugged. Мы записались на видео в студии MTV на Таймс-Сквер две недели назад, и в настоящее время занимаемся здесь в Вудшеде микшированием CD, Ваш покорный слуга снова за пультом. Для этого проекта я добавил к музыкантам Korn четыре виолончели, два контрабаса, две цимбассы, два бас/контрабас тромбона, игрока на пиле, игрока на стеклянной гармонике и шесть японских барабанщиков Тайко. The Cure присутствовали для совместной песни и Эми Ли (из Evanescence) спела с Korn песню «Freak on a Leash». Довольно здорово.

## Список композиций
1. «Blind» (альбом Korn) (Шак/Шин/Дэвис/Уэлч/Шаффер/Арвизу/Сильверия) — 3:29
2. «Hollow Life»  (альбом Untouchables) (Дэвис/Вэлч/Шаффер/Арвизу/Сильверия) — 3:24
3. «Freak on a Leash» (feat. Эми Ли из Evanescence) (Дэвис/Вэлч/Шаффер/Арвизу/Сильверия) — 3:55
4. «Falling Away from Me»  (альбом Issues) (Дэвис/Вэлч/Шаффер/Арвизу/Сильверия) — 3:55
5. «Creep (песня Radiohead)» (кавер Radiohead) (К. Гринвуд/Дж. Гринвуд/О’Браен/Селуэй/Йорк) — 3:51
6. «Love Song»  (альбом See You on the Other Side) (Дэвис/Шаффер/Арвизу/Сильверия/The Matrix/Росс) — 3:50
7. «Got the Life»  (альбом Follow the Leader) (Дэвис/Вэлч/Шаффер/Арвизу/Сильверия) — 3:48
8. «Twisted Transistor»  (альбом See You on the Other Side) (Дэвис/Шаффер/Арвизу/Сильверия/The Matrix) — 3:00
9. «Coming Undone»  (альбом See You on the Other Side) (Дэвис/Шаффер/Арвизу/Сильверия/The Matrix) — 3:35
10. «Make Me Bad/In Between Days» (feat. The Cure) (Дэвис/Вэлч/Шаффер/Арвизу/Сильверия) / (Смит) — 5:35
11. «Throw Me Away»  (альбом See You on the Other Side)(Дэвис/Шаффер/Арвизу/Сильверия/The Matrix/Росс) — 6:20

### B-sides
- «No One’s There»[10][11]
- «Thoughtless»[10][11]
- «Dirty» (MTV Virtual Hills leak)[11]

### Дополнительное содержимое
Буклет альбома содержал специальный код, дававший право владельцу диска на эксклюзивное превью грядущего восьмого альбома Korn Untitled.

## Чарты

### Альбом
| Год  | Чарт                      | Пиковая позиция |
| ---- | ------------------------- | --------------- |
| 2007 | Billboard 200             | 9               |
| 2007 | Австралийский чарт ARIA   | 45              |
| 2007 | Новозеландский чарт RIANZ | 11              |

### Синглы
| Год  | Сингл                                      | Чарт                   | Пиковая позиция |
| ---- | ------------------------------------------ | ---------------------- | --------------- |
| 2007 | Freak on a Leash (с Эми Ли из Evanescence) | Hot 100                | 89              |
| 2007 | Freak on a Leash (с Эми Ли из Evanescence) | Pop 100                | 73              |
| 2007 | Freak on a Leash (с Эми Ли из Evanescence) | Modern Rock Tracks     | 29              |
| 2007 | Freak on a Leash (с Эми Ли из Evanescence) | Mainstream Rock Tracks | 22              |

## Участники записи
- Филди — бас-гитара
- Зак Бэйрд — пианино
- Энди Боув — цимбалы
- Джефф Карни — контрабас
- Кален Чейз — бэк-вокал, различные инструменты
- Алекс Колетти — продюсер, режиссёр MTV
- Джонатан Дэвис — вокал, художественная постановка, организация
- Майк Дэвис — тромбон, бас-тромбон
- Эрик Фридлэндер — виолончель
- Билл Эллисон — контрабас
- Ричард Гиббс — продюсер, организатор, музыкальный директор
- Жорж Коста — второй инженер
- Ксаба Петоц — дополнительный инжиниринг
- Вини Кирилли — дополнительный инжиниринг
- Джулия Грин — виолончель
- Билл Хэйз — стеклянная гармоника
- Михаэль Жокум — перкуссия
- Моррис Кайнума — цимбалы
- Эви Ко — виолончель
- Эми Ли — дополнительный вокал на «Freak on a Leash»
- Хезер МакФерсон — барабаны тайко
- Джефф Нельсон — бас-тромбон, контрабас-тромбон
- Мирл Окада — барабаны тайко
- Роб Паттерсон — гитара
- Манки — гитара
- Дэйв Сирюльник — исполнительный продюсер
- Дэйл Стракенбрук — музыкальная пила
- The Cure (Роберт Смит, Саймон Гэллап, Порл Томпсон и Джейсон Купер)- приглашенные гости, исполнившие «In Between Days»
- Джереми Тёрнер — виолончель
- Винн Йамами — барабаны тайко
- Мидори Ясуда — барабаны тайко
- Хана Ёсикава — барабаны тайко